# Pascale Gautier
Pascale Gautier (* 1961 in Paris) ist eine französische Autorin. Zurzeit (2011) ist sie Cheflektorin des Pariser Verlags Buchet/Chastel.

## Preise
- 2005: Grand prix der Société des gens de lettres (SGDL) in der Sparte Roman für Trois grains de beauté

## Veröffentlichungen
- Maribondes, Verlag Fixot, 1988, Neuauflage: 2005, Éditions Joëlle Losfeld, Paris ISBN 2-07-078955-1
- Villa mon désir, Verlag Fixot, 1989
- Vertige, Éditions Quai Voltaire, Paris 1992, ISBN 2-87653-123-2.
- Pépita, Verlag Albin Michel, 1993
- Folies d'Espagne, Verlag Julliard, Paris, 1995
- Les amants de Boringe, Verlag Albin Michel, 1997, Neuauflage: 2007, Éditions Joëlle Losfeld, Paris ISBN 978-2-07-078736-4
- Mercredi, Verlag Phébus, 2000
- Frères, Verlag Le Castor Astral, 2002
- Trois grains de beauté, Éditions Joëlle Losfeld, Paris 2004, ISBN 2-07-078927-6.
- Fol accès de gaité, Éditions Joëlle Losfeld, Paris 2006, ISBN 2-07-087117-7.
- Les vielles, Éditions Joëlle Losfeld, Paris 2010, ISBN 978-2-07-078773-9.
  - Wo die alten Damen wohnen, Roman, übersetzt von Claudia und Nadine Steinitz; Ullstein Buchverlage, Berlin 2011, ISBN 978-3-550-08845-2.